# Nuoto ai campionati mondiali di nuoto 2011 - 200 metri rana femminili
La specialità dei 200 metri rana femminili ai campionati mondiali di nuoto 2011 si è svolta presso lo Shanghai Oriental Sports Center di Shanghai, in Cina.
Le qualifiche per la semifinale si sono svolte la mattina del 28 luglio 2011, mentre la semifinale si è svolta la sera dello stesso giorno. La finale, invece, si è svolta la sera del 29 luglio 2011.

## Medaglie
| Posizione | Atleta         | Paese       |
| --------- | -------------- | ----------- |
| Oro       | Rebecca Soni   | Stati Uniti |
| Argento   | Julija Efimova | Russia      |
| Bronzo    | Martha McCabe  | Canada      |

## Record
Prima della manifestazione il record del mondo (WR) e il record dei campionati (CR) erano i seguenti.
| Record mondiale       | 2'20"12 | Annamay Pierse Canada | 30 luglio 2009 Roma, Italia |
| Record dei campionati | 2'20"12 | Annamay Pierse Canada | 30 luglio 2009 Roma, Italia |

Nel corso della competizione non sono stati migliorati record.

## Batterie
| Pos. | Atleta                  | Nazionalità   | Tempo   | Batteria | Corsia | Note |
| ---- | ----------------------- | ------------- | ------- | -------- | ------ | ---- |
| 1    | Rebecca Soni            | Stati Uniti   | 2:23.30 | 5        | 4      |      |
| 2    | Rikke Pedersen          | Danimarca     | 2:25.86 | 3        | 6      |      |
| 3    | Julija Efimova          | Russia        | 2:25.98 | 5        | 5      |      |
| 4    | Amanda Beard            | Stati Uniti   | 2:26.73 | 5        | 3      |      |
| 5    | Marina Garcia Urzainque | Spagna        | 2:26.96 | 5        | 7      |      |
| 6    | Sally Foster            | Australia     | 2:27.07 | 5        | 6      |      |
| 7    | Annamay Pierse          | Canada        | 2:27.14 | 4        | 4      |      |
| 8    | Martha Mccabe           | Canada        | 2:27.16 | 3        | 3      |      |
| 9    | Ye Sun                  | Cina          | 2:27.17 | 4        | 5      |      |
| 9    | Rie Kanetō              | Giappone      | 2:27.17 | 4        | 6      |      |
| 11   | Nađa Higl               | Serbia        | 2:27.39 | 5        | 1      |      |
| 12   | Su Yeon Back            | Corea del Sud | 2:27.43 | 4        | 8      |      |
| 13   | Sara El Bekri           | Marocco       | 2:27.48 | 3        | 2      |      |
| 14   | Fanny Lecluyse          | Belgio        | 2:27.67 | 4        | 1      |      |
| 15   | Chiara Boggiatto        | Italia        | 2:27.84 | 3        | 7      |      |
| 16   | Stacey Tadd             | Regno Unito   | 2:27.88 | 3        | 1      |      |
| 17   | Liping Ji               | Cina          | 2:27.91 | 3        | 5      |      |
| 18   | Satomi Suzuki           | Giappone      | 2:27.98 | 3        | 4      |      |
| 19   | Darae Jeong             | Corea del Sud | 2:28.14 | 5        | 2      |      |
| 20   | Molly Renshaw           | Regno Unito   | 2:28.35 | 5        | 8      |      |
| 21   | Sara Nordenstam         | Norvegia      | 2:28.88 | 4        | 3      |      |
| 21   | Joline Hoestman         | Svezia        | 2:28.88 | 4        | 2      |      |
| 23   | Rebecca Kemp            | Australia     | 2:29.82 | 4        | 7      |      |
| 24   | Jenna Laukkanen         | Finlandia     | 2:30.51 | 2        | 4      |      |
| 25   | Martina Moravcikova     | Rep. Ceca     | 2:31.46 | 2        | 3      |      |
| 26   | Tanja Smid              | Slovenia      | 2:32.26 | 3        | 8      |      |
| 27   | Raminta Dvariskyte      | Lituania      | 2:33.79 | 2        | 6      |      |
| 28   | Evghenia Tanasienco     | Moldavia      | 2:34.00 | 2        | 2      |      |
| 29   | Tessa Brouwer           | Paesi Bassi   | 2:34.93 | 2        | 5      |      |
| 30   | Talanova Daria          | Kirghizistan  | 2:38.07 | 2        | 7      |      |
| 31   | On Kei Lei              | Macao         | 2:41.62 | 1        | 5      |      |
| 32   | Matelita Buadromo       | Figi          | 2:44.01 | 1        | 2      |      |
| 33   | Maria Coy               | Guatemala     | 2:45.32 | 2        | 8      |      |
| 34   | Nibal Yamout            | Libano        | 2:45.35 | 2        | 1      |      |
| 35   | Ana Maria Castellanos   | Honduras      | 2:45.63 | 1        | 6      |      |
| 36   | Jessica Stephenson      | Guyana        | 2:46.28 | 1        | 4      |      |
| 37   | Daniela Lindemeier      | Namibia       | 2:47.56 | 1        | 3      |      |
| 38   | Anum Bandey             | Pakistan      | 2:58.85 | 1        | 7      |      |

## Semifinali
| Pos. | Atleta                  | Nazionalità   | Batteria | Corsia | Tempo   | Note |
| ---- | ----------------------- | ------------- | -------- | ------ | ------- | ---- |
| 1    | Rebecca Soni            | Stati Uniti   | 2        | 4      | 2:21.03 |      |
| 2    | Julija Efimova          | Russia        | 2        | 5      | 2:23.66 |      |
| 3    | Ye Sun                  | Cina          | 2        | 2      | 2:24.59 |      |
| 4    | Annamay Pierse          | Canada        | 2        | 6      | 2:24.73 |      |
| 5    | Rikke Pedersen          | Danimarca     | 1        | 4      | 2:24.80 |      |
| 6    | Martha Mccabe           | Canada        | 1        | 6      | 2:24.86 |      |
| 7    | Rie Kanetō              | Giappone      | 1        | 2      | 2:25.41 |      |
| 8    | Nađa Higl               | Serbia        | 2        | 7      | 2:25.56 |      |
| 9    | Marina Garcia Urzainque | Spagna        | 2        | 3      | 2:25.79 |      |
| 10   | Fanny Lecluyse          | Belgio        | 1        | 1      | 2:25.92 |      |
| 11   | Amanda Beard            | Stati Uniti   | 1        | 5      | 2:25.99 |      |
| 12   | Sally Foster            | Australia     | 1        | 3      | 2:26.43 |      |
| 13   | Su Yeon Back            | Corea del Sud | 1        | 7      | 2:26.61 |      |
| 14   | Stacey Tadd             | Regno Unito   | 1        | 8      | 2:26.73 |      |
| 15   | Sara El Bekri           | Marocco       | 2        | 1      | 2:26.74 |      |
| 16   | Chiara Boggiatto        | Italia        | 2        | 8      | 2:28.14 |      |

## Finale
| Pos. | Atleta         | Nazionalità | Tempo   | Corsia | Note |
| ---- | -------------- | ----------- | ------- | ------ | ---- |
|      | Rebecca Soni   | Stati Uniti | 2:21.47 | 4      |      |
|      | Julija Efimova | Russia      | 2:22.22 | 5      |      |
|      | Martha Mccabe  | Canada      | 2:24.81 | 7      |      |
| 4    | Ye Sun         | Cina        | 2:25.09 | 3      |      |
| 5    | Rie Kanetō     | Giappone    | 2:25.36 | 1      |      |
| 6    | Nađa Higl      | Serbia      | 2:25.93 | 8      |      |
| 7    | Rikke Pedersen | Danimarca   | 2:26.56 | 2      |      |
| 8    | Annamay Pierse | Canada      | 2:27.00 | 6      |      |